# Дуби (Хустський район)
Дуби́ — село в Україні, в Іршавській міській громаді Хустського району Закарпатської області. Населення становить 197 осіб (станом на 2001 рік). Село розташоване на заході району.

## Назва
Назва села, напевне, походить від того, що тут було багато дубових лісів.

## Герб
На зеленому полі щита скошені навхрест срібна пила та золота сокира, на золотому широкому бордюрі 8 дубів із зеленими кронами та чорними стовбурами. Дуби вказують на назву села (герб є промовистим), та підкреслюють місцеві природні особливості. Пилка і сокира означають поширені тут лісозаготівельні промисли. Дуб, пилка та сокира також є символами з печатки громади міжвоєнного періоду XX ст.

## Географія
| Клімат Дубів            | Клімат Дубів | Клімат Дубів | Клімат Дубів | Клімат Дубів | Клімат Дубів | Клімат Дубів | Клімат Дубів | Клімат Дубів | Клімат Дубів | Клімат Дубів | Клімат Дубів | Клімат Дубів | Клімат Дубів |
| Показник                | Січ.         | Лют.         | Бер.         | Квіт.        | Трав.        | Черв.        | Лип.         | Серп.        | Вер.         | Жовт.        | Лист.        | Груд.        | Рік          |
| Середній максимум, °C   | −0,5         | 1,4          | 7,0          | 13,7         | 18,9         | 21,8         | 23,6         | 23,1         | 19,2         | 13,8         | 6,5          | 1,6          | 12,5         |
| Середня температура, °C | −3,8         | −1,9         | 2,7          | 8,6          | 13,4         | 16,5         | 18,1         | 17,5         | 13,9         | 8,9          | 3,2          | −1,1         | 8,0          |
| Середній мінімум, °C    | −7           | −5,2         | −1,5         | 3,5          | 8,0          | 11,2         | 12,6         | 12,0         | 8,7          | 4,0          | 0,0          | −3,8         | 3,5          |
| Норма опадів, мм        | 49           | 43           | 44           | 53           | 80           | 100          | 88           | 79           | 54           | 48           | 54           | 62           | 754          |
| ----------------------- | ------------ | ------------ | ------------ | ------------ | ------------ | ------------ | ------------ | ------------ | ------------ | ------------ | ------------ | ------------ | ------------ |
| Джерело:                |              |              |              |              |              |              |              |              |              |              |              |              |              |

Старожили села Дуби розповідають про те, що на околиці села знаходилася купальня «Турецька криниця», де лікували хворих на туберкульоз. Неподалік – смерековий ліс.

## Історія
Перша згадка 1649 р. Згадки: 1865: Dubi, 1881: Dubi, 1888: Dubi, 1892: Dubi, Duby, 1913: Dubi, 1925: Dubi, Duby, 1930: Dubov, 1944: Dubi, Дубы, 1983: Дуби, Дубы
Марія-Терезія переселила сюди австрійських ремісників, що виготовляли двері, вікна, корита, шингли. Тут в основному жили німці, які прийшли сюди 1770 року із Чехії за покликом графа Шенборна. У Дуби підводою або пішки добиралися Загаття, Івашковиця, Локоть, Кобалевиця і Шелельовиця.

## Населення
1930 р. тут 203 чол., у т.ч. 172 німці, 12 русинів, 19 іноземців. Релігійна громада - 192 римо-католики.
Станом на 1989 рік у селі проживали 195 осіб, серед них — 87 чоловіків і 108 жінок.
За даними перепису населення 2001 року у селі проживали 197 осіб. Рідною мовою назвали:
| Мова       | Кількість осіб | Відсоток |
| ---------- | -------------- | -------- |
| українська | 197            | 100,00%  |

## Політика
На виборах у селі Дуби працює окрема виборча дільниця, розташована в приміщенні клубу. Результати виборів:
- Парламентські вибори 2002: зареєстровано 126 виборців, явка 98,41%, найбільше голосів віддано за СДПУ(о) — 66,13%, за партію «За єдину Україну!» — 10,48%, за СДПУ — 2,42%. В одномандатному окрузі найбільше голосів отримав Степан Бобик (самовисування) — 79,03%, за Василя Бобика (самовисування) — 3,23%, за Василя Дурдинця (самовисування) — 1,61%[8].
- Вибори Президента України 2004 (перший тур): 121 виборець взяв участь у голосуванні, з них за Віктора Януковича — 89,26%, за Олександра Яковенка — 4,13%, за Віктора Ющенка — 1,65%[9]
- Вибори Президента України 2004 (другий тур): 122 виборці взяли участь у голосуванні, з них за Віктора Януковича — 92,62%, за Віктора Ющенка — 7,38%[10].
- Вибори Президента України 2004 (третій тур): зареєстровано 125 виборців, явка 88,00%, з них за Віктора Януковича — 65,45%, за Віктора Ющенка — 24,55%[11].
- Парламентські вибори 2006: зареєстровано 130 виборців, явка 83,08%, найбільше голосів віддано за Партію регіонів — 42,59%, за Блок Юлії Тимошенко — 22,22%, за блок Наша Україна — 9,26%[12].
- Парламентські вибори 2007: зареєстровано 136 виборців, явка 86,76%, найбільше голосів віддано за блок Наша Україна — Народна самооборона — 40,68%, за Партію регіонів — 25,42%, за Блок Юлії Тимошенко — 20,34%[13].
- Вибори Президента України 2010 (перший тур): зареєстровано 130 виборців, явка 91,54%, найбільше голосів віддано за Віктора Януковича — 41,18%, за Юлію Тимошенко — 20,17%, за Сергія Тігіпка — 6,72%[14].
- Вибори Президента України 2010 (другий тур): зареєстрований 131 виборець, явка 82,44%, з них за Віктора Януковича — 62,04%, за Юлію Тимошенко — 33,33%[15].
- Парламентські вибори 2012: зареєстровано 127 виборців, явка 65,35%, найбільше голосів віддано за Партію регіонів — 37,35%, за Всеукраїнське об'єднання «Батьківщина» — 27,71% та УДАР — 13,25%.[16] В одномандатному окрузі найбільше голосів отримав Віктор Балога (Єдиний Центр) — 67,44%, за Вячеслава Шутка (Партія регіонів) — 13,95%, за Олександра Пересту (Всеукраїнське об’єднання «Батьківщина») — 8,14%[17].
- Вибори Президента України 2014: зареєстровано 128 виборців, явка 53,13%, з них за Юлію Тимошенко — 27,94%, за Петра Порошенка — 19,12%, за Сергія Тігіпка — 14,71%[18].
- Парламентські вибори в Україні 2014: зареєстровано 128 виборців, явка 53,13%, найбільше голосів віддано за Блок Петра Порошенка — 30,88%, за «Сильну Україну» — 17,65% та Всеукраїнське об'єднання «Батьківщина» — 13,24%.[19] В одномандатному окрузі найбільше голосів отримав Віктор Балога (самовисування) — 66,18%, за Вячеслава Романа (Сильна Україна) проголосували 14,71%, за Олександра Хайнаса (Народний Фронт) — 4,41%[20].

## Освіта
Діяла 1-класна німецька школа.

## Туристичні місця
- купальня «Турецька криниця», де лікували хворих на туберкульоз 
- річка Іршава